# Takeshi Inomata
Takeshi Inomata (jap. 猪俣 剛, Inomata Takeshi; * 6. Februar 1936 in Takarazuka, Präfektur Hyōgo; † 4. Oktober 2024) war ein japanischer Jazz- und Fusionmusiker (Schlagzeug) und Bandleader. Er gilt als „einer der Pioniere des modernen Jazzschlagzeugs in Japan.“

## Leben und Wirken
Takeshi Inomata wuchs in einer musikalischen Familie auf und begann mit 16 Jahren öffentlich aufzutreten. Im Alter von 20 Jahren zog er nach Tokio, wo er zunächst Mitglied der Six Josés war, die der Kontrabassist Shin Watanabe leitete; dann gehörte er zu den vom Tenorsaxophonisten Kōnosuke Saijō geleiteten West Liners (Jazz Message from Tokyo). Weiter spielte er in der Tokioter Jazzszene u. a. mit Akira Watanabe & His Embers Five, ferner mit Tatsuro Watanabe und Hidehiko Matsumoto; außerdem war er Mitglied der All-Stars-Band, die aus den Gewinnern des Kritikerpolls der japanischen Fachzeitschrift Swing Journal zusammengestellt wurde. Im folgenden Jahrzehnt arbeitete er u. a. mit Toshiko Akiyoshi, Sadao Watanabe, Akira Miyazawa, Helen Merrill (In Tokyo, 1963), Sonny Rollins, Tadayuki Harada, Morio Madeda, Hiroshi Suzuki und Shungo Sawada.
Anfang der 1960er-Jahre lebte er eine Zeitlang in den Vereinigten Staaten, wo er bei Alan Dawson Unterricht nahm; nach seiner Rückkehr nach Japan gründete er eine jazzpädagogische Institution namens Rhythm Clinic Center. Ende 1967 nahm er mit Hiroshi Suzuki, Kōnosuke Saijō, Norio Maeda, Tadanori Nakamure und Tatsurō Takimoto sein Debütalbum Drum Shot auf.
Ab den frühen 1970er-Jahren arbeitete er vermehrt mit eigenen Formationen wie West Liners oder Sound of Sound Limited, mit denen er – beginnend mit den LPs Jazz Rock in Stravinsky (1970) und Rock Joy in Drums (1971) eine Reihe von Alben vorlegte. In seiner Band spielten (1970) u. a. Shunzo Ohno (Trompete), Takao Uematsu (Tenorsaxophon), Toshiaki Yokota (Flöte), Ryo Kawasaki (Gitarre) und Jun Suzuki (Bass); seinen West Liners (Album 1971) gehörten Tetsuo Fushimi (tp), Shigeo Suzuki (as) und Masaru Imada (p) an. Ab 1970 arbeitete er weiterhin mit Helen Merrill (Sing Beatles), Hiroshi Matsumoto, Toshiaki Yokota & The Beat Generation, Mal Waldron (Tokyo Bound, 1970), Hozan Yamamoto, Martha Miyake und Ichiro Masudo.
1975 stellte er eine der Musik Gene Krupas gewidmete Bigband zusammen (Drummer Man); ein weiteres Bigband-Projekt war Duke Ellington gewidmet (Take the “A” Train, Toshiba, 1977). Es folgte ein Album mit Duetten (The Dialogue, mit Shigeharu Mukai, Kōnosuke Saijō, Toshiaki Yokota, Ichiro Masuda, Shoji Yokouchi, Yasuo Arakawa); gefolgt von dem Duoalbum Blue Heaven (1978, mit Akira Sakata).
Ab den 1980er-Jahren arbeitete er noch mit dem Pianisten Naoki Nishi, mit dem er auch 1981 in Los Angeles ein Album mit Harold Land einspielte (Dear Harold My Friend). Sein vierzigstes Bühnenjubiläum feierte er 1991 mit einer All-Stars-Bigband (The 40th Anniversary Live). Gemeinsam mit Norio Maeda und Yasuo Arakawa gründete er das kollaborative Trio We 3, das in der japanischen Szene einen ausgezeichneten Ruf hatte und auch mit Dolly Baker aufnahm. Seit 1995 spielte er mit Maeda zudem im Trio mit Sadanori Nakamure. Im Bereich des Jazz war er zwischen 1956 und 1982 an 81 Aufnahmesessions beteiligt.

## Lexikalischer Eintrag
- Kazunori Sugiyama, Takeshi Inomata. In: Barry Kernfeld (Hrsg.): The New Grove Dictionary of Jazz. 2. Auflage. 2002